# I. e. 148
Évszázadok: i. e. 3. század – i. e. 2. század – i. e. 1. század
Évtizedek: i. e. 190-es évek – i. e. 180-as évek – i. e. 170-es évek – i. e. 160-as évek – i. e. 150-es évek – i. e. 140-es évek – i. e. 130-as évek – i. e. 120-as évek – i. e. 110-es évek – i. e. 100-as évek – i. e. 90-es évek
Évek: i. e. 153 – i. e. 152 – i. e. 151 – i. e. 150 –  i. e. 149 – i. e. 148 – i. e. 147 – i. e. 146 – i. e. 145 – i. e. 144 – i. e. 143

## Események

### Róma
- Spurius Postumius Albinus Magnust és Lucius Calpurnius Piso Caesoninust választják consulnak.
- Meghal Masinissa, a numidák királya. Barátja, Scipio Aemilianus aki a halálos ágyánál akarta meglátogatni, már túl későn érkezik. Scipio elrendezi az örökösödést: a király három törvényes fia együtt uralkodik, közülük Micipsa kapja a közigazgatást, Mastanabal az igazságszolgáltatást, Gulussa pedig a hadsereget. Scipio a numida hadsereggel az ostromlott Karthágóhoz vonul, majd Calpurnius Piso consul megérkeztekor visszatér Rómába.
- A consul az ostrom fenntartása közben megtámadja a Karthágóhoz még hű városokat. Kifosztja a magát megadó Neapolist, de nem boldogul Clypea és Hippo Diarrhytus városokkal.
- Makedóniában Quintus Caecilius Metellus praetor a második püdnai csatában legyőzi Andriszkoszt, aki Perszeusz király fiának, Philipposznak adta ki magát. Makedóniát római provinciává szervezik át.
- S. Postumius consul elkezdi Gallia Cisalpinában a Via Postumia építését.

## Születések
- Szudzsin, japán császár

## Halálozások
- Masinissa, numida király

## Fordítás
- Ez a szócikk részben vagy egészben  a(z)   148 av. J.-C. című francia Wikipédia-szócikk ezen változatának fordításán alapul.  Az eredeti cikk szerkesztőit annak laptörténete sorolja fel. Ez a jelzés csupán a megfogalmazás eredetét és a szerzői jogokat jelzi, nem szolgál a cikkben szereplő információk forrásmegjelöléseként.